# Ali Sadr ad-Din al-Bajanuni
Ali Sadr ad-Din al-Bajanuni (ur. 1938 w Aleppo) – syryjski polityk, Najwyższy Przewodnik syryjskiej gałęzi Braci Muzułmańskich w latach 1996-2010.

## Życiorys
Pochodzi z Aleppo. Jego ojciec i dziadek byli uczonymi muzułmańskimi. Jako uczeń szkoły średniej, w 1954, wstąpił do syryjskiej organizacji Braci Muzułmańskich. Następnie podjął studia prawnicze.
Po zamachu stanu, jaki 8 marca 1963 przeprowadziła w Syrii partia Baas, Bracia Muzułmańscy znaleźli się w opozycji względem lewicowego rządu i wzywali do jego obalenia. W 1964 wojsko krwawo stłumiło wywołane przez organizację wystąpienie zbrojne, a Bractwo zostało zdelegalizowane. Ali Sadr ad-Din al-Bajanuni przebywał pewien czas w więzieniu. Po zwolnieniu objął w 1977 stanowisko zastępcy Najwyższego Przewodnika nadal nielegalnej syryjskiej organizacji. W 1980 był jednym z sygnatariuszy wydanej przez Braci Deklaracji rewolucji islamskiej w Syrii i jej programu. Deklaracja wzywała prezydenta kraju Hafiza al-Asada do złożenia urzędu i zakończenia autorytarnych rządów w Syrii. Oznajmiała, że nie jest możliwe porozumienie z baasistowskim rządem i wspierającymi go alawitami, których Bracia uważali za heretyków i odstępców od islamu. Zapewniając o gotowości przeprowadzania zmian w kraju drogą pokojowego dialogu, w rzeczywistości deklaracja zapowiadała zbrojną walkę o obalenie rządu siłą. W roku jej wydania i w ciągu dwóch następnych lat islamscy fundamentaliści dokonali w Syrii szeregu zamachów terrorystycznych na instytucje państwowe i wojskowe, zaś w 1982 podjęła próbę wywołania ogólnokrajowego powstania sunnitów przeciwko rządowi. Próba ta nie powiodła się, a wystąpienie zostało krwawo stłumione.
Al-Bajanuni emigrował do Jordanii, a w 2000 do Wielkiej Brytanii, gdy władze jordańskie poprosiły go o opuszczenie kraju. Przebywał w Londynie. W 1996 został wybrany na Najwyższego Przewodnika syryjskich Braci Muzułmańskich, którzy działali już wtedy głównie na emigracji. Rozpoczął tajne rozmowy z Hafizem al-Asadem, które po 2000 prowadził z jego synem i następcą Baszszarem. Ich rezultatem było zwolnienie kilkuset więźniów politycznych uwięzionych z powodu przynależności do Bractwa. Al-Asad nie zgodził się jednak na legalizację organizacji, zwolnienie wszystkich więźniów i powrót emigracyjnych działaczy Bractwa do Syrii. Al-Bajanuni starał się przekonywać międzynarodową opinię publiczną, iż Bracia Muzułmańscy w Syrii stali się organizacją demokratyczną, respektującą prawa mniejszości wyznaniowych i prawa człowieka. W 2006 Bracia Muzułmańscy utworzyli na emigracji, wspólnie z byłym wiceprezydentem Syrii Abd al-Halimem Chaddamem, opozycyjną organizację Front Wyzwolenia Narodowego, która jednak nie odegrała żadnej roli politycznej.
W 2010 al-Bajanuniego zastąpił na stanowisku Najwyższego Przewodnika Bractwa Muhammad Rijad asz-Szakfa.